# Alexander Mackenzie (General)

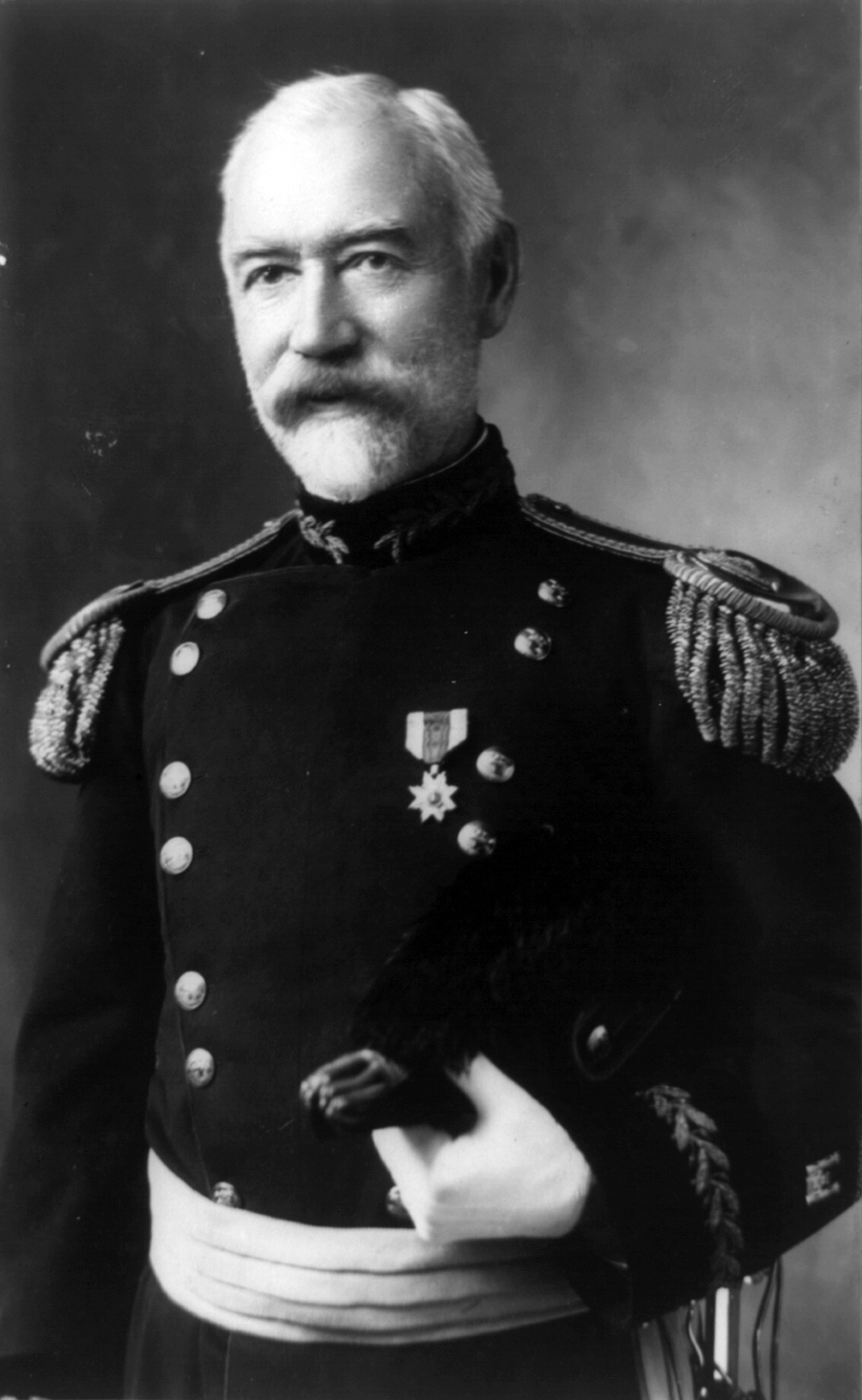
Alexander Mackenzie

Alexander Mackenzie (* 25. Mai 1844 in Potosi, Wisconsin-Territorium; † 23. Februar 1921 in Washington, D.C.) war ein Generalmajor der United States Army. Er war unter anderem Kommandeur des United States Army Corps of Engineers (COE).
Im Jahr 1864 absolvierte Mackenzie die United States Military Academy in West Point. Nach seiner Graduation wurde er als Leutnant den Pionieren (Engineers) zugeteilt. In der Armee durchlief er anschließend alle Offiziersränge vom Leutnant bis zum Generalmajor.
Nach seiner Zeit an der Militärakademie nahm er als junger Pionieroffizier an der Endphase des Amerikanischen Bürgerkriegs teil. Dabei war er im besetzten Arkansas eingesetzt. 
Als Pionier (Engineer) gehörten der Hochwasserschutz, der Ausbau von Hafenanlagen, deren militärische Verteidigungseinrichtungen, Flussregulierungen sowie der Bau von Schleusen und Stauwerken, Kanälen und Leuchttürmen zu seinem Aufgabenbereich. Nach dem Krieg war er in verschiedenen Landesteilen der Vereinigten Staaten tätig. Unter anderem war er sechs Jahre lang Leiter einer Pionierkompanie in Willets Point bei New York City. Dort wurden damals Minen und Torpedos zur Verteidigung von Hafenanlagen erprobt.
Zwischen 1879 und 1895 leitete Alexander Mackenzie den Rock Island District des COE. In dieser Zeit wurde unter anderem der Hochwasserschutz am Mississippi und am Missouri River durch Deichbauten und Dämme verbessert. Im Jahr 1895 wurde Mackenzie zum Stab des COE in Washington D.C. versetzt. Dort leitete er die Abteilung, die sich mit den Pionierarbeiten an Flüssen und dem Ausbau von Hafenanlagen befasste.
Am 23. Januar 1904 wurde er als Nachfolger von George Gillespie neuer Kommandeur des gesamten COE. Dieses Amt bekleidete er bis zum 25. Mai 1908. Nachdem er sein Kommando an William Louis Marshall übergeben hatte, schied er vorübergehend aus dem aktiven Militärdienst aus.
Während des Ersten Weltkriegs stellte sich Mackenzie trotz seines Alters von 73 Jahren freiwillig erneut für den Militärdienst zur Verfügung. Dabei erhielt er erneut das Kommando über den Rock Island District des COE. Dieses Kommando behielt er bis etwa ein Jahr vor seinem Tod am 23. Februar 1921 in Washington D.C. Er starb an einem Schlaganfall während eines Besuchs in einer Bank. Alexander Mackenzie fand seine letzte Ruhestätte auf dem Forest Home Cemetery in Milwaukee in Wisconsin.